# 小椋アカネ
小椋 アカネ（おぐら あかね、10月25日 - ）は、日本の漫画家。愛知県名古屋市出身。東京都在住。血液型はO型。
2001年、『LaLa DX』11月号（白泉社）に掲載の「紅色狂想曲」でデビュー。以降、『LaLa DX』を中心に活躍している。2005年、第30回白泉社アテナ新人大賞 デビュー優秀者賞を受賞した。

## 作品リスト

### 白泉社
花とゆめコミックス
- マドモワゼル バタフライ（2004年 - 2006年、LaLaDX） - 全2巻
  - きみの思い出（LaLaDX 2002年1月号）- 『マドモワゼル バタフライ』第1巻に収録
- 絶対平和大作戦（2007年 - 2010年、LaLaDX） - 全4巻
- 蒼のラプソディア（LaLaDX 2011年7月号） - 短編集
  - 紅色狂騒曲（LaLaDX 2001年11月号）
  - わたしのすてきなひと（LaLaDX 2002年5月号）
  - 王様遊戯（LaLaDX 2004年3月号）
  - 夏のレクイエム（LaLa 2005年9月号）
- 彼女になる日（2013年 - 2017年、花とゆめコミックス初の完全描き下ろし作品[3]、AneLaLa） - 全4巻
- 彼女になる日 another（2013年 - 2016年、LaLaDX） - 全4巻
- SANITY:ZERO（2017年[4] - 2018年、LaLaDX） - 全1巻

単行本未収録（一部は電子書籍あり）
- 女王様の事件簿（AneLaLa Vol.3（2014年））
- キスをしても君は（LaLa 2020年3月号）
- 奥様は下僕（××LaLa vol.1（2021年））

### 講談社
- こじらせヤクザは幼馴染（2021年[5] - 2023年[6]、comic tint） - 全4巻（電子書籍のみ）